# Jimena Barón
Jimena Guevara Barón, nota anche con lo pseudonimo di J Mena (Buenos Aires, 24 maggio 1987), è un'attrice e cantante argentina.

## Biografia
Nasce il 24 maggio 1987 a Buenos Aires, è sorella dell'attore Federico Barón.
Inizia la sua carriera nel 1998 con Gasoleros dove vinse un premio. Nel 1998 ha recitato nel film El faro, dove ha vinto un premio. Recita in varie telenovelas come Calientes, El sodero de mi vida, Son amores, Los Roldán e Teen Angels, nel ruolo di Esperanza Bauer. Ha partecipato col ruolo di María Paula Said alla telenovela Los únicos. Nel 2015 partecipa col ruolo di Gilda, in Esperanza mía.
Nel 2017 debutta come cantante solista con il singolo La tonta, che è anche il nome del suo primo album in studio, uscito a settembre. Nel 2019 viene pubblicato La cobra, il suo secondo album, divenendo disco di platino insieme al singolo che lo ha anticipato.

### Vita privata
Dal 2012 al 2015 ha avuto una relazione con il calciatore Pablo Osvaldo, dal quale ha avuto nel marzo 2014 il suo primo figlio (quarto figlio del calciatore).  Nel 2021 ha iniziato una relazione con Matías Palleiro. Il 13 giugno 2025 è diventata madre per la seconda volta, un maschietto di nome Arturo.

## Filmografia

### Cinema
- El faro, regia di Eduardo Mignogna (1998)
- Hipersomnia, regia di Gabriel Grieco (2017)
- El Potro, lo mejor del amor, regia di Lorena Muñoz (2018)

### Televisione
- Gasoleros – serial TV (1998)
- Calientes – serial TV (2000)
- El sodero de mi vida – serial TV (2001)
- Son amores – serial TV (2002)
- Los Roldán – serial TV (2004-2005)
- Por amor a vos – serial TV (2008)
- Teen Angels (Casi Ángeles) – serial TV (2009-2010)
- Los únicos – serial TV (2011)
- Bailando 2011, in coppia con Facundo Mazzei (2011)
- Esperanza mía – serial TV (2015)

## Discografia

### Album in studio
- 2017 – La tonta
- 2019 – La cobra
- 2023 – Mala Sangre

### Singoli
- 2017 – La tonta
- 2017 – Desilusión
- 2017 – No te siento
- 2017 – Estrella fugaz
- 2017 – Me muero por estar con vos
- 2017 – Me tengo a mi
- 2017 – Soltar
- 2017 – QLO
- 2018 – Que regreses tu
- 2018 – Atrás del sol
- 2018 – Me falta el sol
- 2018 – Bailando
- 2019 – La cobra
- 2019 – Quien empezó (feat. Cazzu)
- 2019 – Se acabó
- 2019 – Dos corazones
- 2019 – Ya quisieran
- 2019 – Taxy voy
- 2020 – Puta
- 2021 – Flor de Involución
- 2021 – Ya No Te Extraño
- 2021 – Corazón de Cemento (con Chili Fernandez)
- 2022 – La Araña
- 2022 – Mi Felicidad
- 2022 – Cruel y Despiadado
- 2023 – Los Locos

### Collaborazioni
- 2019 – Se quema (Miss Bolivia feat. Jimena Barón)

### Colonne sonore
- 2009 – TeenAngels 3
- 2010 – TeenAngels 4

## Teatro
- Taxi 2 (2001)
- Casi Ángeles (2009)
- Los únicos (2011)
- Esperanza mía, el musical (2015)

## Riconoscimenti
- MTV Europe Music Awards
  - 2019 – Miglior artista dell'America del Sud[10]